# Sadalmelik
Sadalmelik (Alfa d'Aquari / α Aquarii) és una estrella de la constel·lació d'Aquari. El nom deriva d'una expressió àrab سعد الملك sacd al-malik/mulk que significa "la Sort del Rei/Reialesa". També se l'anomena Rucbah, que comparteix amb Delta de Cassiopea. És només una de dues estrelles amb noms antics que estan en un marge d'un grau de l'equador celeste. L'origen del nom àrab s'ha perdut completament per la història.
Sadalmelik té una magnitud aparent de +2,95 m. Té un diàmetre 80 vegades la del Sol, i la seva lluminositat és 6.000 vegades més gran, donant-li la classe espectral G2Ib. És un membre d'una classe rara d'estrelles conegut com a supergegant groga. Està a uns 760 anys llum de la Terra.

## Localització
La localització de l'estrella en el cel es mostra en el mapa següent de la constel·lació d'Aquari:

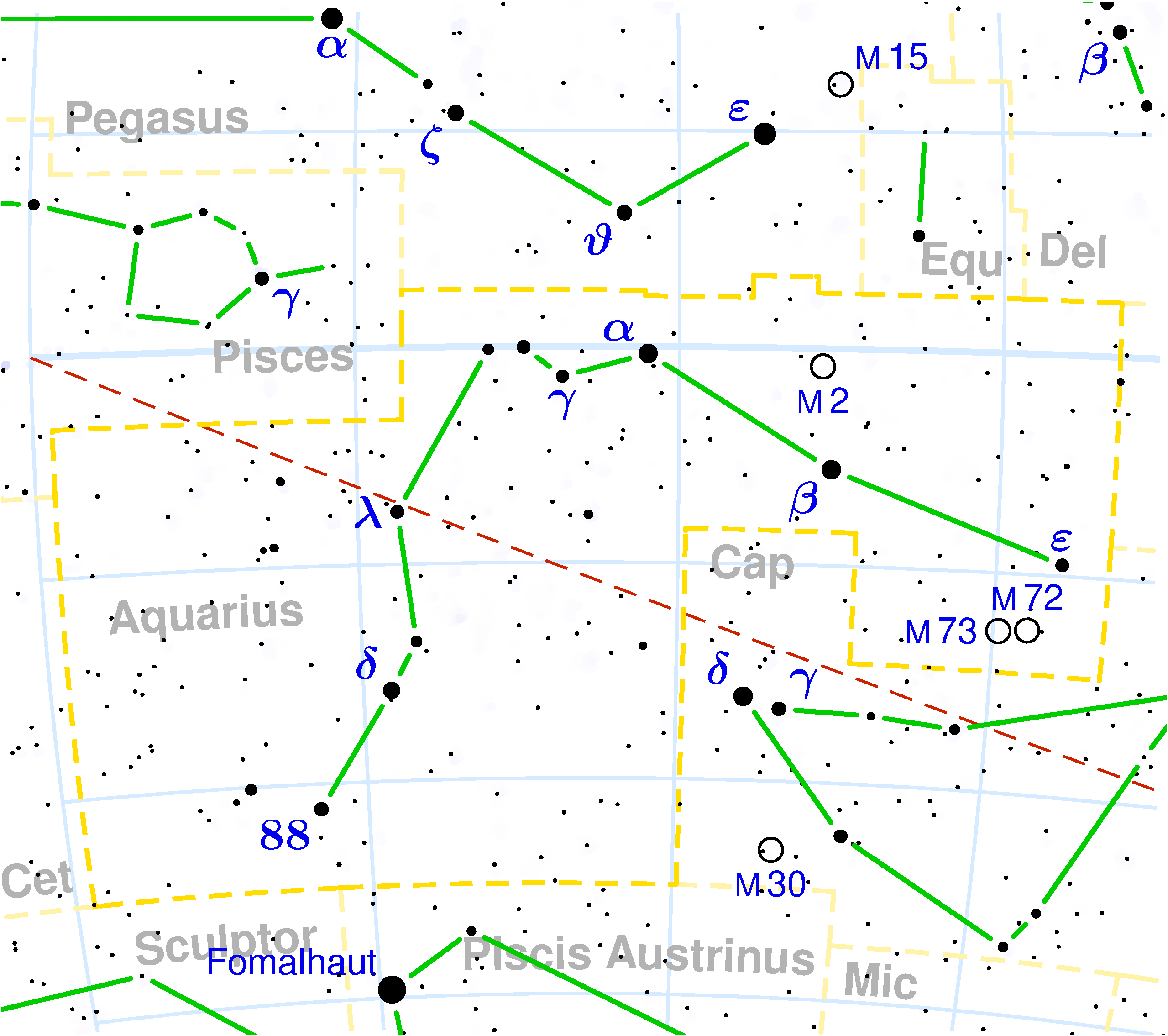
Constel·lació d'Aquari